# 迪歐斯捷爾城堡

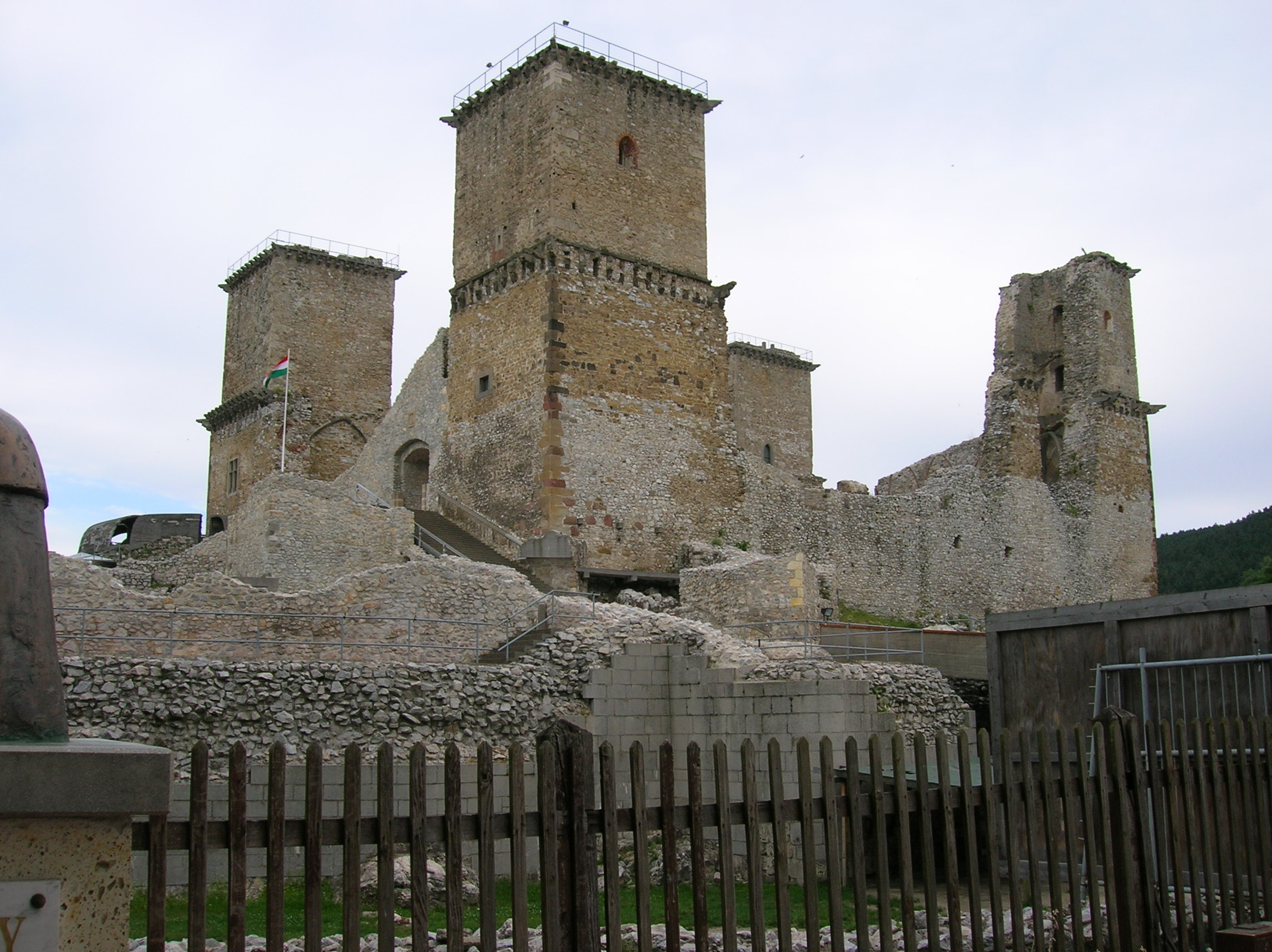

迪歐斯捷爾城堡（匈牙利語：Diósgyőri vár）是位於匈牙利城市米什科爾茨的一座城堡。迪歐斯捷爾城堡的歷史可以追溯至9世紀。迪歐斯捷爾城堡在歷史上多次被毀。1953年之後，城堡得到了重建。

## 外部連結
- Official site （页面存档备份，存于） （匈牙利文）
- Aerial view of the castle
- Pictures of the castle and how it looked like in the Middle Ages
- Aerial photographs of the Castle （页面存档备份，存于）
- History, pictures, and google map of the Castle （页面存档备份，存于）
- Diósgyőr Castle on the official site of Miskolc Tourism （页面存档备份，存于） （匈牙利文） （英文） （波兰語） （德文） （斯洛伐克文）

48°05′51″N 20°41′22″E / 48.097452°N 20.689418°E